# Přírůstkové číslo

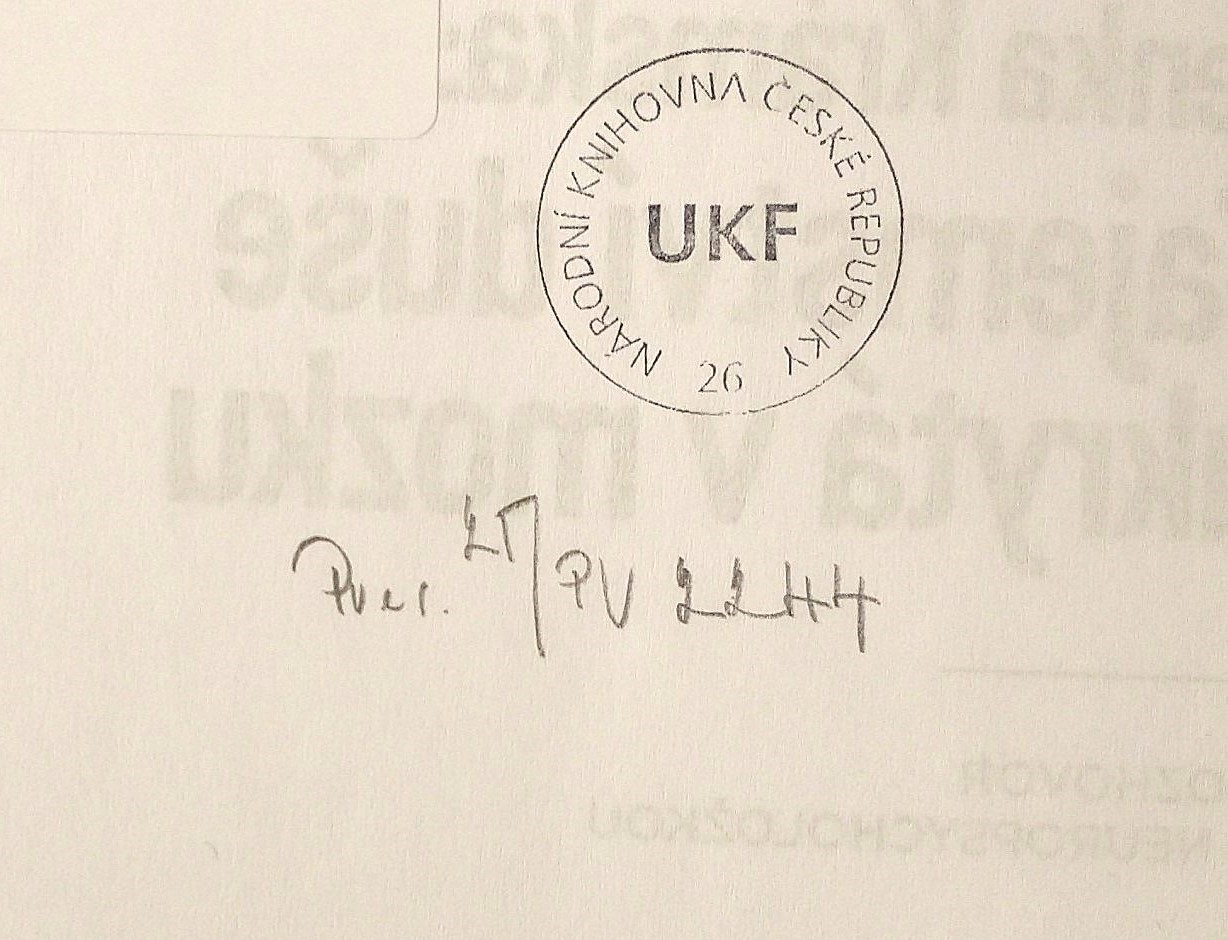
Výřez rubu titulního listu knihy z fondu Národní knihovny ČR. Pod vlastnickým razítkem je vepsáno přírůstkové číslo.

Přírůstkové číslo (anglicky accession number) je jedinečný identifikátor, pod kterým je dokument zapsán v přírůstkovém seznamu knihovny. Vyjadřuje pořadí, ve kterém byl dokument získán do knihovního fondu.
Čísla se přidělují v souvislé číselné řadě (obvykle začínající číslem 1), někdy doplněné o další údaj, například rok pořízení (např. 1234/2025). Přírůstkové číslo je nepřenosné – zůstává navázáno na konkrétní exemplář i v případě jeho vyřazení z fondu.
Přírůstkové číslo přiděluje pracovník knihovny, který má na starost evidenci nových přírůstků. Nejprve zapíše dokument do přírůstkového seznamu a následně uvede příslušné číslo – obvykle na rub titulního listu dokumentu.
Přírůstkový seznam slouží jako základní statistická a majetková evidence jednotek knihovního fondu.